# Kevin Schindler
Kevin Schindler (Delmenhorst, 21 maggio 1988) è un ex calciatore tedesco, di ruolo attaccante.

## Carriera

### Club
Con la maglia del Werder Brema a cavallo tra le stagioni 2006-2007 e 2007-2008 ha giocato 5 partite nella prima divisione tedesca, una partita nei turni preliminari di Champions League e 3 partite in Europa League.
Negli anni seguenti ha anche giocato con vari club nella seconda divisione tedesca, per un totale di 87 presenze e 8 reti in questa categoria.

### Nazionale
Ha giocato nelle nazionali giovanili tedesche Under-17, Under-19 ed Under-21.